# 方工
方工（1951年5月—），回族，河北易县人，中华人民共和国检察官，1979年至2013年在北京市人民检察院工作，曾任第十一届全国政协委员。
1968年到山西浑源县插队，1971年参军，1972年11月加入中国共产党，1975年退伍后曾做过汽车工人，1978年报名参加检察人员公开招聘，1979年入职后历任书记员、检察员，80年代中期任北京市检察院分院审查起诉处副处长，后转正为处长，1997年后又先后担任过分院和第一分院副检察长、第一分院检察长、北京市人民检察院副检察长（正局级）、党组成员。
2000年4月，时任北京市人民检察院第一分院副检察长的方工担任成克杰案一审办案组负责人。2008年，当选第十一届全国政协委员，代表社会科学界，分入第三十三组。并担任社会和法制委员会专委。2013年5月从北京市人民检察院正式退休。